# IC 3695
IC 3695 је појединачна звијезда у сазвјежђу Береникина коса која се налази на листи објеката дубоког неба у Индекс каталогу.
Деклинација објекта је + 22° 44' 31" а ректасцензија 12h 43m 7,0s.